# 相模原市残疾人福利院杀人案
相模原市残疾人福利院杀人案是2016年（平成28年）7月26日凌晨發生在日本國神奈川縣相模原市綠區所發生的大規模殺人事件，已致19人死亡、26人受伤，警察厅称，以死者人數論，此事件是二战以后日本最惨重的大规模屠杀事件。又名津久井山百合園事件、相模原障礙機構殺傷事件。

## 概要
发生案件的残疾人福利中心「津久井山百合園」面積達3萬890平方公尺，內有居住區與工作區域等多種設施。當時園內長期住民149名、短期住民8名，共計157名居住。
2016年7月26日當地時間凌晨2點45分，神奈川縣相模原市綠區的警察和消防局接到當地重度智能障礙人士安養機構（津久井山百合園）的報案，內容為「有持刀械的男性在此攻擊」。當警方趕赴現場，已經有數十人遭到刀械攻擊。根據當日早上的媒體報導，相模原市消防局已確認其中19人死亡，另有27人受傷（含3名員工，其中20人受重傷），死者都曾被刺中头和胸数次，這是日本進入平成時代以來死傷最慘重的單一犯罪事件。
據稱因在家屬的要求之下被害人的姓名不予公布，已知男性9人遇害，多數為中年人，女性10人，最年輕受害者僅19歲。直到2020年才有一名當年19歲的犧牲者之母親公開其姓名為「美帆」。據了解有許多家屬自始至終未曾讓親友知道，家族裡有智能障礙家屬的存在。
2016年9月13日，時任神奈川縣知事黑岩祐治受理了管理機構的法人團體「KANAGAWA共同會」關於機構設施重建的訴求。畢竟當時犯案後的屋設無法提供住民居住，有部分住民更被迫處在擁擠的屋子裡，其後陸續轉移園內住民到共同會底下其他的機構居住。
2017年4月中，園區關閉進行為期4年的重建工作。
2021年7月1日，新任園長永井清光就任，並宣布8月起「新津久井山百合園」以及「芹谷山百合園」將正式營運。

## 嫌犯
嫌犯名為植松聖，26歲，是津久井山百合園的離職員工。

大學畢業取得教師執照後，並沒有照原定的當老師，而是到物流公司作了半年。當年年底2012年12月1日以臨時員工的身分被津久井山百合園採用。隔年2013年4月1日成為正式員工，至2016年2月離職。
2012年8月參加「KANAGAWA共同會」主辦關於旗下社福機構的求職說明會，因為強烈的意願和期待有所成長而被入取。剛開始工作時，在熟人面前總是談論著「住民們很可愛」、「現在的工作是天職」之類的內容，但工作久了、成為正職之後，反而因為對住民的肢體、語言暴力以及工作態度而屢屢接受輔導、約談，刺青等業務外的問題行為也屢屢發生。
2015年6月拜入尊敬的雕刻師門下，認真以成為一名雕刻師而努力修行。同一年年底，由於「身心障礙者都應該殺掉」的言論以及各種異常的舉動被雕刻師傅懷疑使用毒品而逐出師門。
2016年2月他曾撰寫了以新日本秩序為題的文章，內容包含「殺害殘疾人士」、「醫療用大麻解禁」、「軍隊採用暴力團員」，在同學面前開口閉口充斥著革命等偏激內容。2月中的時候跑到眾議院議長大島理森的官邸，將形同犯罪預告書的信函交給現場職員，也跑到自民黨本部委託轉交給安倍首相。
信中包含以下內容：
- 津久井山百合園以及同縣厚木市內的殘疾人士長照設施(經調查為厚木精華園)，共計兩個社福機構為犯案目標。
- 具體方案為「趁者園內職員較少的晚班時段動手。不傷害在場職員、僅以束帶拘束避免他們對外連絡，兩個園區預定殺害260名院生後自首。這是為了日本與世界和平而施行的作戰計畫……」而對於國家的要求則寫到「遭到逮捕後以心神喪失為由判處無罪，並於兩年內釋放，政府支付五億元日元給他自由的新生活、給予新的名字伊黑崇以及安排整形手術。」表示如果國家有意他隨時可以動手。[6]

該信件在殺人事件發生後被公開，公開信件的大野新治事務總長也被質疑沒有在收到信時就作出適當處理。但是實際上收到這番言論，眾議院與機構當下隨即通報警方，後續依日本《精神保健福祉法》於2月19日將植松強制送入精神醫療院所治療，隨後於3月2日因症狀緩和出院。
2016年7月26日凌晨2點多，嫌犯避開正門警衛室侵入園內，以槌子擊破東宿舍一樓的窗子進入屋中，犯案過程中由於意外地被值班員工發現而自鎖在一間房內，後來趁該員工跑去報警而逃離，也阻止了園內屠殺擴大。根據起訴書，嫌犯的目的是殺害所有不具備與常人構通能力的園區住民，侵入園區後用制伏員工並用束帶限制行動，並在一些員工眼前殺害住民，造成事後有三名女性罹患創傷後壓力症候群，申請職災賠償，許久之後才重返職場。
在事件發生後，植松聖於凌晨三點自己跑去警局自首，神奈川県警察本部津久井警察署依殺人未遂與入侵住宅嫌疑將其逮捕，之後改以殺人罪逮捕。
植松聖被捕後表示自己的犯案動機，是出於極端的優生學說，提出「確實使用刀具砍殺他們」、「世間沒有障礙者不知有多好」等論述。也表示在機構任職期間，看到多名障礙者，家屬從未曾來會面過，障礙者如同被終身遺棄在機構中。
2020年1月29日，受神奈川新聞者訪問時表示：不認為這是足以判死刑的罪，沒有被判死刑的想法。而在同年1月10日的第二次公判時，看著庭上裁判者的臉感覺到自己將被判死刑，說出了即便死刑也沒打算上訴的想法。
2020年3月16日，植松聖被當地地方裁判所判處死刑。但因依法上訴期限到3月30日，因此實際死刑定案日期是3月31日，同年4月7日已由橫濱拘留所移送到設有刑場的東京拘留所。同年10月23日-25日舉辦，以廢死為目的、揭露死刑犯行刑前「人性」的大道寺杏子與赤堀政夫基金的第16屆死刑犯表現展，以「為了讓更多人幸福地活著的七件事」為主題，此時植村被發現又拿出與以往主張相同的文章「無法與正常人溝通的人應該安樂死」參與作品募集。

## 反應

### 日本
- 首相安倍晉三表示哀悼，指示相關單位全力偵辦，以撫慰死傷者。
- 時任官房長官菅義偉在記者會上表示：希望相關單位合作就預防再發生相同事態進行檢討。
- 2016年7月26日上午10點，時任神奈川縣知事黑岩祐治在縣廳內會同保健福祉局官員一同召開記者會對被害者們及家屬進行謝罪。
- 2016年9月8日，神奈川縣議會全體一致表決通過關於預防相同事件再犯及實現共生社會理想的議案。同年10月14日，神奈川縣制定了「共生社會KANAGAWA憲章[8]，為實現公平對待身心障礙人士邁進了一步。
- 相模原市長加山俊夫則對本案表達了極為心痛且憤慨的心情，化作文字公開在市府網站上。[9]
- 厚生勞働省為回應社會大眾的質疑，在事發數月之後，公告防範類似事件再度發生的建議書。然而，該建議書的內容多是無具體策略的口號式空泛宣言，更甚者，變相成為強化機構隔離與監控的管理手段依據。
- 事發地神奈川縣府在2016年的9月23日，以原機構所收容的障礙者家屬及職員的期望為由，提出原地重建相同規模之大型住宿機構的「再生計畫」。此公告一出，引起日本社會莫大嘩然，許多相關團體都提出反駁，表示「原地重建大型住宿式機構」乃是大大地違背自1970年代以來「去機構化」的時代趨勢，並且違反2014年簽訂國際《身心障礙者權利公約》（Convention on the Rights of Persons with Disabilities, CRPD）第19條「社區自立生活」的精神。再者，以「家屬與職員的期望」為立基，卻沒提到智能障礙當事人的意見。然而幾經爭執，最後仍付諸實行，新機構於2021年8月重新啟用。